# 雙程
《雙程》（英語：A Round Trip To Love）是一部由次元影业出品的青春爱情网络电影，由秦榛執導、監製和編劇。電影改編自蓝淋同名同志小说《双程系列》。由高泰宇、黄靖翔、乙帅、向皓主演。該片於2016年9月12日在中国互联网上线放映。9月28日，第二部在互联网上线放映。

## 劇情
第一部
陆风（高泰宇饰）与程亦辰（黄靖翔饰）大学时相识，两人虽是好友，但陆风却常拿亦辰开玩笑，也因此误会。最後两人发现彼此都互有好感，而发展成同性恋人。奈何在这个时代，同性恋就等同传染病，让人觉得恶心，于是两人陷于甜蜜与痛苦的边境。终于在一次私下密会时被训导主任发现，双方家长发现后立刻强行阻止双方见面。陆风为求保着亦辰学位，被迫答应父亲要求前往香港。但想尽办法联系亦辰，可惜亦辰被母亲程母（田淼饰）的胁迫，决定离开陆风，即使内心有千万不舍……
虽然陆风离开大学，但亦辰也不好过，每天被同学当成变态看待，校长也故意宣传亦辰与陆风之事，幸亏有闺蜜卓蓝（栾蕾英饰）的帮助下，顺利大学毕业，来到陆氏集团工作。在參加弟弟程亦晨（向皓饰）在PUB的表演後，意外发现自己的弟弟与好友秦朗（乙帅饰）也是同性恋人，令他想起了陆风。正当以为自己永远再也见不到對方的他，竟然发现陆氏集团的未来接班人竟是陆风。两人重逢，陆风希望与亦辰复合，但亦辰发现陆风已有婚约，所以贸然拒绝，决定辞职离开他。收拾之际，却收到消息发现陆风取消婚约，在陆风的姐姐陆雨（卢本娟饰）告知陆风正在工地視察，于是前往问之，却发生意外，陆风护着亦辰收了轻伤。这次亦辰知道自己再也不能推开陆风，于是两人顺利复合。
尽管这样，但始终不能向程母坦白，于是两人在除夕当晚分开，但却在十二点时，陆风出现亦辰家楼下。送给亦辰一份惊喜……
第二部
陆风趁程母出外，进入程家，却没料到程母提早回家看见这一切，并且得知亦晨与秦朗之事，激动晕倒。亦辰想与陆风暂时分开，甚至躲开陆风，但陆风不肯接受，激动找上亦晨，却与秦朗发生冲突。混乱之间导致亦晨瘫痪，必须出外治疗，程母也不幸病死。面对亲人、朋友的离去，亦辰终于承受不住，与陆风决裂，并给陆风寄去了他和卓蓝的婚礼邀请函。而陆风在一系列事件的刺激下和父亲脱离父子关系，独自创建自己的事业，在五年后回归，并要以自己的方式报复亦辰。
陆风打探到亦辰下落后，使計將他騙到韓國工作，而當亦辰踏入老闆的房子時，卻發現雇用他的人居然是陸風，對方甚至从中放迷药软禁了他。期间陆风得知，当年亦辰和卓蓝结婚一年后，虽然有了儿子，但还是因为放不下陆风而离婚。正当陆风决定放下仇恨，请求亦辰原谅时，秦朗等人来到陆风家宅，亦晨激动过度向陆风开枪，却被亦辰挡下。亦辰虽及时被救下，但始终昏迷不醒。陆风自知亏欠亦辰太多，所以在自己公司的记者发布会当中，宣布自己喜欢程亦辰，放下一切公务，等待亦辰醒来。却在搭机前往亦辰所住医院的路程中，飞机突然失去控制。
而亦辰醒来时，只看见一則新闻，报導着陆风所乘飞机失去控制，导致坠机，而陆风人却下落不明......

## 演員
| 演員   | 角色   | 備註 |
| 高泰宇 | 陆风   | 霸道总裁类角色。陆家的少爷，从小生活在富贵家庭中，因为高中时期与程亦辰相爱，被迫回到香港，他性格上很强势，十几年间一直喜欢着程亦辰，可是他爱的方法有待提高，后来的相遇两人一直在互相折磨中，到中年时期才渐渐好转。 |
| 黄靖翔 | 程亦辰 | 高中时期与陆风相爱，迫于家庭的缘故，两人各自被迫分开，几年后相遇，两人开始“相爱相杀”，他生性善良，但是有些优柔寡断，在他离开陆风后与大学同学卓蓝结婚，育有一子，后来离婚，带着儿子生活了十年，与陆风再一次相遇。   |
| 乙帅   | 秦朗   | 秦朗性格温润，虽为程亦晨的恋人，但实际上他有在法律意义上的妻子和孩子。 |
| 向皓   | 程亦晨 | 程亦辰的弟弟，个性顽固，讨厌陆风，与秦朗是恋人关系。因被秦朗妻子强奸而有一个血缘关系的孩子。 |
| 栾蕾英 | 卓兰   | 程亦辰好友，深爱着程亦辰。毕业几年之后与其结婚，后来离婚，但依旧等待程亦辰。 |
| 卢本娟 | 陆雨   | 陆家小姐，陆风的姐姐，陆氏集团的女强人。在陆家唯一不反对陆风和程亦辰在一起的人。 |

## 製作

### 幕后花絮
1.高泰宇和黄靖翔从戏里到戏外，将默契进行到底，休息期间在歌曲录制现场欢乐互动，爆笑演绎“脖颈大战”以及著名的“葛优躺”，甜蜜升级。
2.网络大电影《双程》曝出的“致敬经典”海报，再次将《霸王别姬》、《春光乍泄》、《断背山》、《美少年之恋》、《蓝宇》、《喜宴》、《同志亦凡人》、《暹罗之恋》、《盛夏光年》等经典同性影片带回影迷的视野。

## 電影歌曲
1.淪陷(李嘉格)
2.你曾說（高泰宇&黃靖翔）
3.如果（向皓）
4.我們那幾年（乙帥）